# بی‌باک (از عشق و دیگر شیاطین)
بی‌باک (از عشق و دیگر شیاطین) (به اسپانیایی: Sin Miedo (del Amor y Otros Demonios)) دومین آلبوم استودیویی و اولین آلبوم اسپانیایی‌زبان خوانندهٔ آمریکایی کالی اوچیس می‌باشد که در ۱۸ نوامبر سال ۲۰۲۰ از سوی اینترسکوپ رکوردز و ئی‌ام‌آی رکوردز و گروه موسیقی یونیورسال منتشر گردید.